# Гончаров, Иван Тимофеевич (командир взвода)
Иван Тимофеевич Гончаров (1913—1943) — младший лейтенант Рабоче-крестьянской Красной Армии, участник Великой Отечественной войны, Герой Советского Союза (1944).

## Биография
Родился в 1913 году в деревне Пономарёвка в крестьянской семье. Получил начальное образование, работал в колхозе. В 1935—1937 годах проходил службу в Рабоче-крестьянской Красной Армии.
В 1941 году был повторно призван и направлен на фронт. Принимал участие в боях на Северо-Западном и Степном фронтах, участвовал в боях под Новгородом, Курской битве, освобождении Харькова. В 1943 году окончил курсы младших лейтенантов, после чего командовал пулемётным взводом 932-го стрелкового полка 252-й стрелковой дивизии 53-й армии Степного фронта. Отличился во время битвы за Днепр.
30 сентября 1943 года в составе группы из семи человек первым в полку переправился через Днепр в районе села Чикаловка Кременчугского района Полтавской области Украинской ССР. В течение всего дня группа пулемётным огнём отражала вражеские контратаки, обеспечив успешное форсирование реки полком. В одном из боёв на плацдарме Гончаров получил тяжёлое ранение, от которого скончался 3 октября в госпитале. Похоронен в братской могиле в городе Кобеляки.
Указом Президиума Верховного Совета СССР «О присвоении звания Героя Советского Союза офицерскому, сержантскому и рядовому составу Красной Армии» от 22 февраля 1944 года за «образцовое выполнение боевых заданий командования при форсировании реки Днепр, развитие боевых успехов на правом берегу реки и проявленные при этом отвагу и геройство» был удостоен посмертно высокого звания Героя Советского Союза. Также был награждён орденами Ленина и Красного Знамени.